# Bruinen (Midden-aarde)
De Bruinen (Nederlands: Luidwater) (Engels: Loudwater) is een rivier in Midden-aarde, een continent in de fictieve geschiedenis van de wereld door J.R.R. Tolkien.
De rivier ontspringt in de Nevelbergen en stroomt langs de Elfenstad Rivendel om zich in het moerasgebied Nin-in-Eilph of Zwaanvloed samen te voegen met de rivier de Grijsvloed en zo de Grauwel te vormen, die naar de zee stroomt.
Vilya, een van de Ringen van Macht van de Elfen, was in het bezit van Elrond, die ermee de Bruinen beheerste en daarmee de voorde kon laten blokkeren zodat niemand Imladris in kon.
Wanneer de Elf Glorfindel met Frodo Balings opgejaagd wordt door Zwarte ruiters, is het Elronds macht over de Bruinen die hem redt. Zodra ze de overkant hebben bereikt, verandert de Bruinen in een woest kolkende rivier, met schuimkoppen in de vorm van paarden, die de achtervolgers wegspoelt. In de film van Peter Jackson is het Elronds dochter Arwen die Frodo over de rivier brengt.
Zie ook: Lijst van koningen van Arnor · Lijst van koningen van Arthedain · Lijst van hoofden van de Dúnedain
Adorn · Anduin (de Grote Rivier) · Angren (Isen) · Baranduin (Brandewijn) · Betoverde Rivier · Bruinen (Luidwater) · Carnen (Roodwater) · Celduin (Running) · Celebrant (Zilverlei) · Celos · Ciril · Deemril · Dieptestroom · Erui · Gilrain · Glanduin (Grensrivier) · Glanhir (Meringstroom) · Gwathló (Grauwel) · Harnen (Zuiderrivier) · Lefnui · Lhûn (Lune) · Limlicht · Mitheithel (Grijsvloed) · Morgulduin · Morthond · Nimrodel · Ninglor (Lis) · Onodló (Entwas) · Poros · Rhimdath · Ringló · Serni · Sirith · Sirannon (Poortstroom) · Sneeuwborn · Het Water · Wilgewinde · Woudrivier